# Slavica Ilić
Slavica Ilić (in serbo Славица Илић?; Lopare, 6 dicembre 1973) è un'ex cestista jugoslava.

## Carriera
Con la Jugoslavia ha disputato i Campionati europei del 1997.